# 弗拉基米尔·阿卜杜阿里耶维奇·瓦西里耶夫
弗拉基米尔·阿卜杜阿里耶维奇·瓦西里耶夫（羅馬化：Vladimir Abdualiyevich Vasil'yev；1949年8月11日—）俄罗斯政治人物，现任国家杜马统一俄罗斯党议会领袖。他于2017年至2020年担任达吉斯坦共和国首脑。